# Moïse Lévy de Benzion
Pour les articles homonymes, voir Moïse Lévy (homonymie), Lévy et Benzion.

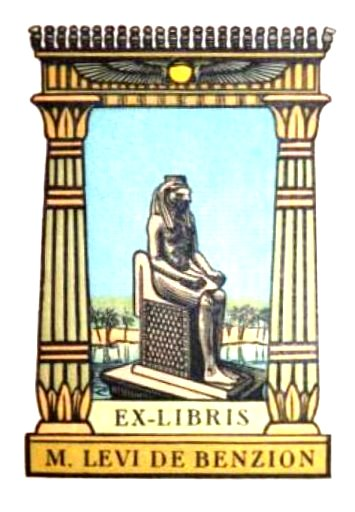
Un ex-libris de Moïse Lévy de Benzion, v. 1924

Moïse Lévy de Benzion, né à Alexandrie le 1er décembre 1873 et mort le 26 septembre 1943 à La Roche-Canillac (Corrèze) est un chef d'entreprise et collectionneur appartenant à la communauté juive égyptienne, et propriétaire d'un grand magasin du Caire. Il avait réuni une importante collection d'art et d'antiquités dont la partie située en France, comptant près de mille pièces, fut pillée par les nazis durant la Seconde Guerre mondiale.

## Égypte
Lévy de Benzion était un juif séfarade né à Alexandrie, en Égypte, en 1873  Il hérite de l'entreprise familiale créée en 1857  qu'il agrandit en fondant les Grands magasins Benzion et en achetant d'autres bâtiments au Caire. Il devient en même temps un collectionneur passionné et parmi ses acquisitions figurent des objets d'art chinois et oriental, des textiles, des tapis, des livres et une importante collection d'antiquités égyptiennes,. Ses objets égyptiens comprennent des fragments de la tombe perdue de Nebamoun  et l’un des plus anciens portraits de verre connus, supposé être celui d'Amenhotep II.

## France

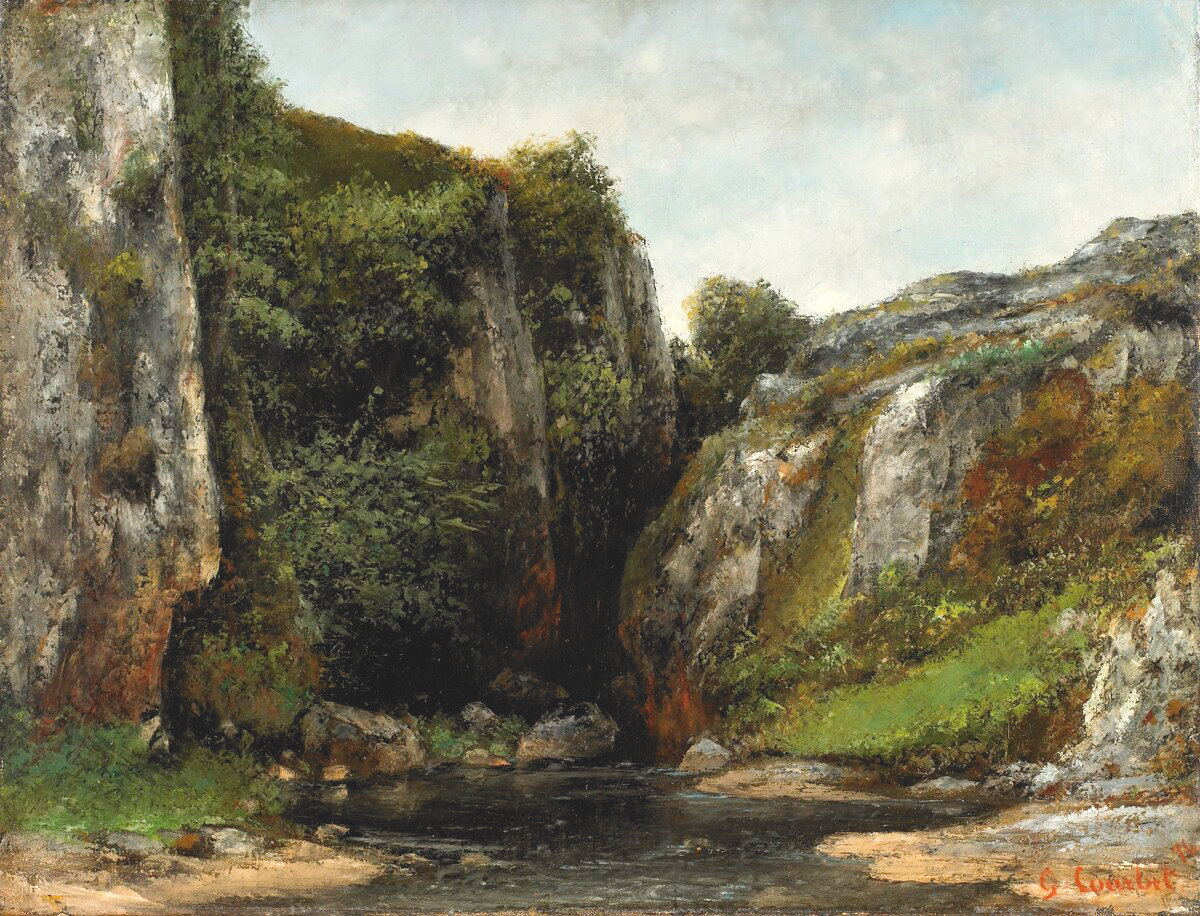
Entrée d'un gave de Gustave Courbet figure parmi les tableaux de Moïse Benzion dont se sont emparés les nazis.

Pendant la Seconde Guerre mondiale, les collections de Lévy de Benzion à Paris et le château de la Folie à Draveil sont en grande partie pillés par des unités de l'Einsatzstab Reichsleiter Rosenberg (ERR), l'unité nazie qui, dans le sillage des troupes de l'envahisseur allemand était chargée d'identifier et de saisir les œuvres d'art des pays occupés. Les registres de l'ERR indiquent que 989 articles ont été saisis dans la seule collection de Lévy de Benzion.
Entrée d'un Gave (1876) de Gustave Courbet est un exemple typique de la manière dont les tableaux pillés étaient recyclés sur le marché de l'art  . Lévy de Benzion avait acquis ce tableau en 1919 ; l'ERR le saisit en 1940 et le transfère au château de Neuschwanstein. En 1941, il est racheté par Walter Hofer pour la collection de Hermann Göring. Göring, cependant ne s'intéressait pas à la peinture de cette période, préférant celle des maîtres anciens. Cette œuvre figurait parmi un certain nombre de peintures modernes échangées par la suite contre des œuvres plus anciennes choisies dans la galerie de Theodor Fischer à Lucerne,. Fischer revend le tableau à Willi Raeber de Bâle, qui le cède à son tour à la galerie Rosengart de Lucerne, laquelle le revend ensuite à Arthur Stoll. Après la guerre, le tableau est réclamé par Paule-Juliette Levi de Benzion du Caire et lui est restitué en 1948. Après avoir encore changé de mains plusieurs fois, il est finalement vendu au Birmingham Museum of Art d'Alabama en 1999,.
Parmi les autres œuvres saisies et rendues ultérieurement figurent des peintures d'Eugène Boudin, de Corot, de Charles Cottet, de Charles Daubigny, de Claude Monet, d'Alfred Sisley et de Vincent van Gogh,,.

## Décès
Lévy de Benzion parvient à échapper aux nazis et à se réfugier en Corrèze, à La Roche-Canillac où il meurt le 26 septembre 1943,. Sa collection est vendue aux enchères à la villa Benzion, 6 rue El Amir Omar, à Zamalek, au Caire, en mars 1947, pour une vente de plus de 900 lots. La villa Benzion était située dans un secteur de Zamalek où vivaient plusieurs autres propriétaires de grands magasins, mais comme beaucoup d'autres grandes demeures privées de ce quartier, elle a été détruite.